# آزید آمونیوم
آزید آمونیوم (به انگلیسی: Ammonium azide) با فرمول شیمیایی NH۴N۳, NH۳.HN۳ یک ترکیب شیمیایی است؛ که جرم مولی آن 60.059 g/mol می‌باشد. شکل ظاهری این ترکیب، جامد بلوری سفید است.